# 高居簡
高居简（?—?），字仲略，北宋广州番禺（今广东广州）人，宋朝宦官。
以父任为入内黄门，后来前后领龙图阁、天章阁、宝文阁、内东门司，干当御药院。每次听说外廷议论，必入宫以告知皇帝，人称为“高直奏”。他以精干著称，转任殿头，领后苑事。因为担任奉使梓夔路时，多占驿兵事，被朝廷降职。宋神宗即位，为张唐英、御史中丞司马光等所劾，罢为供备库使。后进内侍押班，以文思使领忠州刺史，卒赠耀州观察使。

## 延伸阅读
[在维基数据编辑]
 《宋史·卷468》，出自脱脱《宋史》